# ReactOS
ReactOS és un sistema operatiu lliure, amb llicència GNU GPL que té per objectiu esdevenir un clon de Windows NT pel que fa al seu nucli i ser compatible amb els seus binaris i controladors. Alhora vol ser compatible amb MS Server 2003. És desenvolupat en coordinació amb l'equip del projecte WINE.

## Història

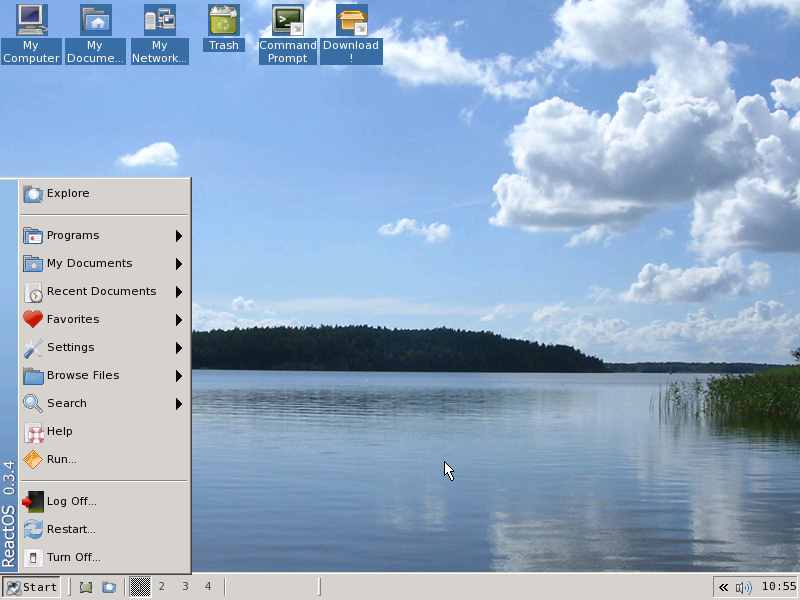
Una captura de pantalla de ReactOS

L'any 1996 un grup de persones van iniciar el projecte FreeWin95 que tenia com a objectiu crear un sistema operatiu lliure clon de Windows 95.
El grup, però, tenia discussions i no s'aconseguien resultats. Jason Filby (any 1997) va passar a ser coordinador del projecte i va aconseguir, gràcies a diferents missatges a la llista de correu, que el projecte seguís endavant.
L'any 1998, després d'algunes converses entre els integrants del grup, es decideix que s'havia de clonar Windows NT en lloc de Windows 95, així com el canvi de nom a ReactOS.
Des de la versió 0.4.14, del 16 de desembre de 2021, es va decidir prioritzar la qualitat en front la quantitat de llançaments. Comportant que es deixés de publicar una versió cada tres mesos com era de costum. Actualment ReactOS està en fase de desenvolupament però ja es pot fer servir i aconsegueix fer funcionar algunes aplicacions natives per a Microsoft Windows i hi ha una comunitat darrera el projecte que hi col·labora. El major èxit de ReactOS es mostra damunt arquitectures de 32 bits, mentre que es fan progressos a x86_64 (x64).

## Requeriments del sistema
- Processador compatible x86 o x86-64,[4] Pentium or later
- 64 MB de RAM (recomanat 256 MB)
- disc dur IDE/SATA d'almenys 350 MB en la partició primària
- partició primària d'inici del sistema FAT16/FAT32
- 2 MB VGA de l'adaptador gràfic (VESA BIOS versió 2.0 o posterior)
- Lector de CD-ROM
- Teclat estàndard
- Ratolí USB, PS/2 o compatible amb la sèrie de Microsoft